# Lomographa candida
Lomographa candida là một loài bướm đêm trong họ Geometridae.